# Бермейн Стиверн — Деонтей Уайлдер (2015)
Бермейн Стиверн против Деонтея Уайлдера (англ. Bermane Stiverne vs. Deontay Wilder), также известен под названием Возвращение к славе (англ. Return to glory) — двенадцатираундовый боксёрский поединок за титул чемпиона мира в тяжёлом весе по версии WBC, который на момент проведения поединка принадлежал Бермейну Стиверну. Бой состоялся 17 января 2015 года на базе гостинично-развлекательного комплекса «MGM Grand» в Лас-Вегасе (штат Невада, США).
По ходу поединка преимущество было на стороне Деонтея Уайлдера, который удерживал низкорослого Стиверна на удобной для себя дистанции с помощью прямых ударов. В конечном итоге претендент одержал победу единогласным судейским решением. Для Уайлдера этот поединок стал первым (и до декабря 2018 года был единственным), который не завершился его досрочной победой.
В ноябре 2017 года боксёры провели поединок-реванш, который завершился победой Деонтея Уайлдера нокаутом в первом раунде.

## Предыстория
В декабре 2013 года многолетний чемпион мира в тяжёлом весе по версии WBC Виталий Кличко (45-2, 41 KO) объявил о завершении карьеры профессионального боксёра. После этого вакантный чемпионский титул был разыгран в поединке между 1-м и 2-м номерами рейтинга WBC Бермейном Стиверном и Крисом Арреолой. Этот поединок состоялся 10 мая 2014 года и завершился победой Стиверна техническим нокаутом в 6-м раунде. До поединка со Стиверном, на счету у Уайлдера было 32 поединка, в которых он одержал 32 досрочные победы. В своём 30-м поединке, 15 марта 2014 года Деонтей Уайлдер нокаутировал в 1-м раунде Малика Скотта (36-1-1) и получил статус обязательного претендента на титул чемпиона по версии WBC в тяжёлом весе.
В конце сентября 2014 года президент WBC Маурисио Сулейман заявил, что представители боксёров — Дон Кинг (промоутер Стиверна) и Оскар де ла Хоя (промоутер Уайлдера) сумели достичь договорённости об организации боя «Бермейн Стиверн — Деонтей Уайлдер». Однако через несколько дней Дон Кинг опроверг эту информацию. В итоге, договорённость об организации поединка была достигнута в начале ноября. Поединок был назначен на 17 января 2015 года.
За сутки до поединка состоялась официальная процедура взвешивания боксёров, на которой чемпион весил 108,4 кг, а его визави — 99,3 кг.

### Прогнозы
Несмотря на то, что до поединка со Стиверном Уайлдер провёл более трёх десятков боёв, ни один из них не проходил дольше четырёх раундов, а Стиверн провёл 7 поединков, которые длились 6 и более раундовъ. Из-за этого спортивные журналисты и боксёры предрекали либо досрочную победу Уайлдера в 1-3 раундах, либо досрочную победу Стиверна с 4-го по 12-й раунды. При этом, практически все специалисты утверждали, что поединок не продолжится все отведённые на него 12 раундов.
По мнению букмекеров, фаворитом в поединке считался Уайлдер, на его победу можно был поставить с коэффициентом 1.52, в то время как на победу действующего чемпиона можно было поставить с коэффициентом 2.4. Ничья считалась самым маловероятным исходом поединка и на неё можно было поставить с коэффициентом 30. При этом букмекеры считали, что скорее всего поединок завершится до 8-го раунда. Команда интернет-журнала vRINGe.com, делая прогноз на этот бой, разделилась во мнениях: Евгений Пилипенко был уверен в победе Уайлдера техническим нокаутом в третьем раунде, в то время как Игорь Витько был уверен в победе Уайлдера техническим нокаутом в 7-м раунда, а Антон Горюнов поставил на победу действующего чемпиона нокаутом в 4-м раунде. Журналист российского спортивного издания «Спорт-Экспресс» Александр Беленький, говоря об этом поединке, отмечал «что данный поединок станет моментом истины для обоих [боксёров]».
Бывший чемпион мира в полутяжёлом и первом тяжёлом весах по версиям WBA, WBC, IBF, IBO и журнала The Ring Антонио Тарвер высказал мнение, что бой не продлится дольше шести раундов, и если претендент не сумеет за первые три раунда нокаутировать чемпиона, то чемпион нокаутирует претендента. Будущий чемпион мира в тяжёлом весе по версиям WBA Super, IBF, WBO, IBO и журнала The Ring Тайсон Фьюри частично разделил мнение Тарвера, однако уточнил «если Уайлдер не нокаутирует его [Стиверна] за четыре раунда, тогда Стиверн его побьёт». Бывший абсолютный чемпион мира (чемпион одновременно обладающий титулами по версиям WBC, WBA и IBF) в первом тяжёлом и тяжёлом весе Эвандер Холифилд отмечал, что уровень у Стиверна и Уайлдера приблизительно одинаковый, но шансов на победу больше у американца. При этом Холифилд уточнял, что «чем короче будет бой, тем больше шансов на успех у Дионтэя. Если поединок затянется и будет сложным, то преимущество уйдёт к Стиверну».

## Ход поединка
Начиная с первого раунда Уайлдер начал сдерживать чемпиона джебами (прямыми ударами), а тот в свою очередь пытался поддавливать. Начиная со второго раунда боксёры начали вести более активные атакующие действия, так Стиверн сконцентрировался на том что бы нанести несколько прицельных хуков (боковых ударов), в то время как претендент пытался забить чемпиона боковым размашистыми ударами. После гонга об окончании второго раунда между боксёрами попытался встать рефери Тони Уикс, но то привело к падению всех троих.
В 3-м — 5-м раундах основные действия боя происходили в конце раунда. Бермейн Стиверн пытался пробивать по корпусу более высокого оппонента, и многие из его ударов доходили до цели. В то же время Уайлдер продолжал выбрасывать прямые удары, тем сем самым выигрывая раунду за счёт большей активности. В 4-м раунде, Уайлдер травмировал правую руку, и чемпион начал более активно выбрасывать удары, а в конце раунда попал по голове претендента кроссом (перекрёстным ударом) с правой руки.
В середине шестого раунда Стиверн попал по Уайлдеру акцентированным хуком с левой руки, но Уайлдер смог выдержать это попадание, а чемпион не стал развивать атаку. В начале седьмого раунда чемпион попытался пробить рад силовых ударов, но Уайлдер смог попасть по нему акцентированным прямым ударом с правой руки, который пришёлся по носу чемпиона, Уайлдер попытался его добить, но это не принесло особых успехов. Стиверн выгладил потрясённым, до окончания раунда Стиверн принимал удары на блок, а во один из моментом едва не выпал за предели ринга
К 8-му раунду Уайлдер выглядел уставшим, и этот и следующий раунды он провёл «в режиме автопилота», постоянно защищаясь от дальних боковых ударом (свингов) Стиверна. В чемпионских раундах (с 10-го по 12-й раунды) оба боксёра выглядели уставшими. Десятый раунд отметился тем, что в этом раунде боксёры попали друг по другу ударами снизу (апперкотами). К 11-му раунду Стиверн уже не мог активно вести бой, чем воспользовался претендент, который выиграл раунд с минимальными усилиями. В 12-м раунде Стиверн попытался переломить ход боя, но Уайлдер начал клинчевать и не дал чемпиону такой возможности.
В итоге, поединок продлился все отведённые на него двенадцать раундов и завершился победой нового чемпиона мира Деонтея Уайлдера единогласным судейским решением.

### Судейские записки
| Счёт судейских записок | Счёт судейских записок | Счёт судейских записок | Счёт судейских записок | Счёт судейских записок | Счёт судейских записок |
| Аделаида Бёрд          | Аделаида Бёрд          | Крейг Маткалф          | Крейг Маткалф          | Джерри Рот             | Джерри Рот             |
| ---------------------- | ---------------------- | ---------------------- | ---------------------- | ---------------------- | ---------------------- |
| Бермейн Стиверн        | Деонтей Уайлдер        | Бермейн Стиверн        | Деонтей Уайлдер        | Бермейн Стиверн        | Деонтей Уайлдер        |
| 109                    | 118                    | 107                    | 120                    | 108                    | 119                    |

### Статистика ударов
Ударов всего
| Боксёр          | Раунд                             | 1     | 2     | 3     | 4     | 5     | 6     | 7     | 8     | 9     | 10    | 11    | 12    | Всего   |
| --------------- | --------------------------------- | ----- | ----- | ----- | ----- | ----- | ----- | ----- | ----- | ----- | ----- | ----- | ----- | ------- |
| Бермейн Стиверн | Попаданий (из них в корпус)/всего | 3/20  | 5/19  | 5/21  | 12/35 | 10/24 | 16/32 | 4/18  | 11/33 | 6/22  | 13/31 | 14/32 | 11/40 | 110/237 |
| Бермейн Стиверн | Процент попаданий                 | 15 %  | 26 %  | 24 %  | 34 %  | 42 %  | 50 %  | 22 %  | 33 %  | 27 %  | 42 %  | 44 %  | 28 %  | 34 %    |
| Деонтей Уайлдер | Попаданий (из них в корпус)/всего | 12/56 | 22/60 | 19/59 | 20/44 | 25/70 | 11/31 | 23/61 | 15/37 | 24/58 | 22/50 | 15/48 | 19/47 | 226/621 |
| Деонтей Уайлдер | Процент попаданий                 | 21 %  | 37 %  | 32 %  | 45 %  | 36 %  | 35 %  | 38 %  | 41 %  | 41 %  | 44 %  | 21 %  | 40 %  | 37 %    |

Джебы
| Боксёр          | Раунд                             | 1    | 2    | 3     | 4    | 5     | 6    | 7    | 8     | 9     | 10    | 11   | 12    | Всего   |
| --------------- | --------------------------------- | ---- | ---- | ----- | ---- | ----- | ---- | ---- | ----- | ----- | ----- | ---- | ----- | ------- |
| Бермейн Стиверн | Попаданий (из них в корпус)/всего | 2/13 | 1/9  | 2/11  | 7/15 | 2/11  | 5/12 | 0/4  | 2/14  | 6/14  | 4/15  | 5/13 | 2/8   | 38/139  |
| Бермейн Стиверн | Процент попаданий                 | 15 % | 11 % | 18 %  | 47 % | 18 %  | 42 % | 0 %  | 14 %  | 43 %  | 27 %  | 38 % | 25 %  | 27 %    |
| Деонтей Уайлдер | Попаданий (из них в корпус)/всего | 7/41 | 8/36 | 10/41 | 9/28 | 13/48 | 7/25 | 7/32 | 12/31 | 15/42 | 13/35 | 8/36 | 11/25 | 120/420 |
| Деонтей Уайлдер | Процент попаданий                 | 17 % | 22 % | 24 %  | 32 % | 27 %  | 28 % | 22 % | 39 %  | 36 %  | 37 %  | 22 % | 44 %  | 29 %    |

Силовые удары
| Боксёр          | Раунд                             | 1    | 2     | 3    | 4     | 5     | 6     | 7     | 8    | 9    | 10   | 11   | 12   | Всего   |
| --------------- | --------------------------------- | ---- | ----- | ---- | ----- | ----- | ----- | ----- | ---- | ---- | ---- | ---- | ---- | ------- |
| Бермейн Стиверн | Попаданий (из них в корпус)/всего | 1/7  | 4/10  | 3/10 | 5/20  | 8/13  | 11/20 | 4/14  | 9/19 | 0/8  | 9/16 | 9/19 | 9/32 | 72/188  |
| Бермейн Стиверн | Процент попаданий                 | 14 % | 40 %  | 30 % | 25 %  | 62 %  | 55 %  | 29 %  | 47 % | 0 %  | 56 % | 47 % | 28 % | 38 %    |
| Деонтей Уайлдер | Попаданий (из них в корпус)/всего | 5/15 | 14/24 | 9/18 | 11/16 | 12/22 | 4/6   | 16/29 | 3/6  | 9/16 | 9/15 | 7/12 | 8/22 | 107/201 |
| Деонтей Уайлдер | Процент попаданий                 | 33 % | 58 %  | 50 % | 69 %  | 55 %  | 67 %  | 55 %  | 50 % | 56 % | 60 % | 58 % | 36 % | 53 %    |

## Андеркарт
Комментарий: Андеркарт — предварительные боксёрские бои перед основным поединком вечера.
В таблице перечислены результаты всех поединков боксёров.
В каждой строке указан результат поединка. Дополнительно номер поединка обозначен цветом, который обозначает итог поединка. Расшифровка обозначений и цветов представлена в нижеследующей таблице.
| Пример | Расшифровка                     |
| ------ | ------------------------------- |
|        | Победа                          |
|        | Ничья                           |
|        | Поражение                       |
|        | Планируемый поединок            |
|        | Поединок признан несостоявшимся |
| КО     | Нокаут                          |
| ТКО    | Технический нокаут              |
| PTS    | Решение судей (по очкам)        |
| UD     | Единогласное решение судей      |
| MD     | Решение большинства судей       |
| SD     | Раздельное решение судей        |
| RTD    | Отказ от продолжения боя        |
| DQ     | Дисквалификация                 |
| NC     | Поединок признан несостоявшимся |

| Боксёр                     | Итог боя  | Боксёр                           | Примечания                                                                                   |
| -------------------------- | --------- | -------------------------------- | -------------------------------------------------------------------------------------------- |
| Бермейн Стиверн (24-1-1)   | UD12 (12) | Деонтей Уайлдер (32-0)           | Поединок за титул чемпиона мира в тяжёлом весе по версии WBC.                                |
| Лео Санта Крус (28-0-1)    | TKO8 (12) | Хесус Руис (33-5-5)              | Поединок за титул чемпиона мира во втором легчайшем весе по версии WBC.                      |
| Амир Имам (15-0)           | TKO5 (12) | Фидель Мальдонадо-младший (19-2) | Поединок за титул чемпиона Американского континента в первом полусреднем весе по версии WBC. |
| Вячеслав Шабранский (11-0) | RTD9 (10) | Джарретт Уилсон (13-8-1)         | Рейтинговый поединок в первом тяжёлом весе.                                                  |
| Эрик Молина (22-2)         | TKO8 (8)  | Рафаэл Зумбану (35-8-1)          | Рейтинговый поединок в тяжёлом весе.                                                         |
| Сезар Кинонес (дебют)      | TKO2 (4)  | Джоан Хосе Валенсуэла (1-2)      | Рейтинговый поединок в первом полусреднем весе.                                              |

## После боя
После окончания поединка Бермейна доставили в больницу, где ему был поставлен диагноз «обезвоживание организма».
25 февраля 2017 года Уайлдер провёл пятую защиту своего титула (с момента завоевания титула он последовательно победил Эрика Молину, Жоана Дюапу, Артура Шпильку и Криса Арреолу) победив техническим нокаутом в 5-м раунде Джеральд Вашингтон (18-0-1). После этой победы Уайлдер планировал провести объединительный поединок против чемпиона мира по версии WBO Джозефом Паркером (22-0), но тот решил защищать титул в бою с Разваном Кожану (16-2). После этого следующим претендентом на бой стал кубинец Луис Ортис (28-0). Однако за месяц до боя Ортис провалил допинг-тест, и его в поединке с Уайлдером заменил обязательный претендент на титул чемпиона мира по версии WBC Бермейн Стиверн, который с момента поражения в первом бою с Уайлдером провёл всего один поединок поединок, 14 ноября 2015 года победив единогласным судейским решением Деррика Росси (30-10).
В итоге поединок «Уайлдер — Стиверн II» состоялся 4 ноября 2017 года и завершился победой Уайлдера нокаутом в стартовом раунде. До первого боя между Уайлдером и Тайсоном Фьюри, который состоялся 1 декабря 2018 года, первый бой между Уайлдром и Стиверном, был единственным, в котором Уайлдер не одержал досрочную победу.